# Séderon
Séderon (okzitanisch: Sederon) ist ein Ort und eine Gemeinde mit 236 Einwohnern (Stand 1. Januar 2022) im Département Drôme in der südfranzösischen Region Auvergne-Rhône-Alpes.

## Lage
Der Ort Séderon liegt am Flüsschen Méouge in etwa 820 m Höhe im Südosten des Départements Drôme; die Kleinstadt Nyons ist rund 54 km (Fahrtstrecke) in nordwestlicher Richtung entfernt.

## Bevölkerungsentwicklung
| Einwohner                  | 614 | 737 | 594 | 397 | 286 | 282 |
| Quellen: Cassini und INSEE |     |     |     |     |     |     |

Der kontinuierliche Bevölkerungsrückgang im Wesentlichen auf die abgelegene Lage des Ortes und den Verlust an Arbeitsplätzen infolge der Mechanisierung der Landwirtschaft zurückzuführen.

## Wirtschaft
Die Einwohner des Ortes lebten jahrhundertelang als Selbstversorger von der Landwirtschaft (Feldbau und Viehzucht). Auch Wein wurde angebaut; der Ort besitzt auch heute noch das Recht zur Vermarktung seiner Weintrauben über die Appellationen Comtés Rhodaniens, Coteaux des Baronnies, Mediterranée und Drôme;, doch wird wegen der Höhenlage kaum noch Wein angebaut. Stattdessen finden sich in kleinerem Umfang Oliven-, Aprikosen-, Kirsch- und Apfelbäume; außerdem gibt es zahlreiche Lavendelfelder. Seit den letzten Jahrzehnten des 20. Jahrhunderts spielt der Tourismus in Form der Vermietung von Ferienwohnungen (gîtes) eine wichtige Rolle im Wirtschaftsleben des Ortes.

## Geschichte

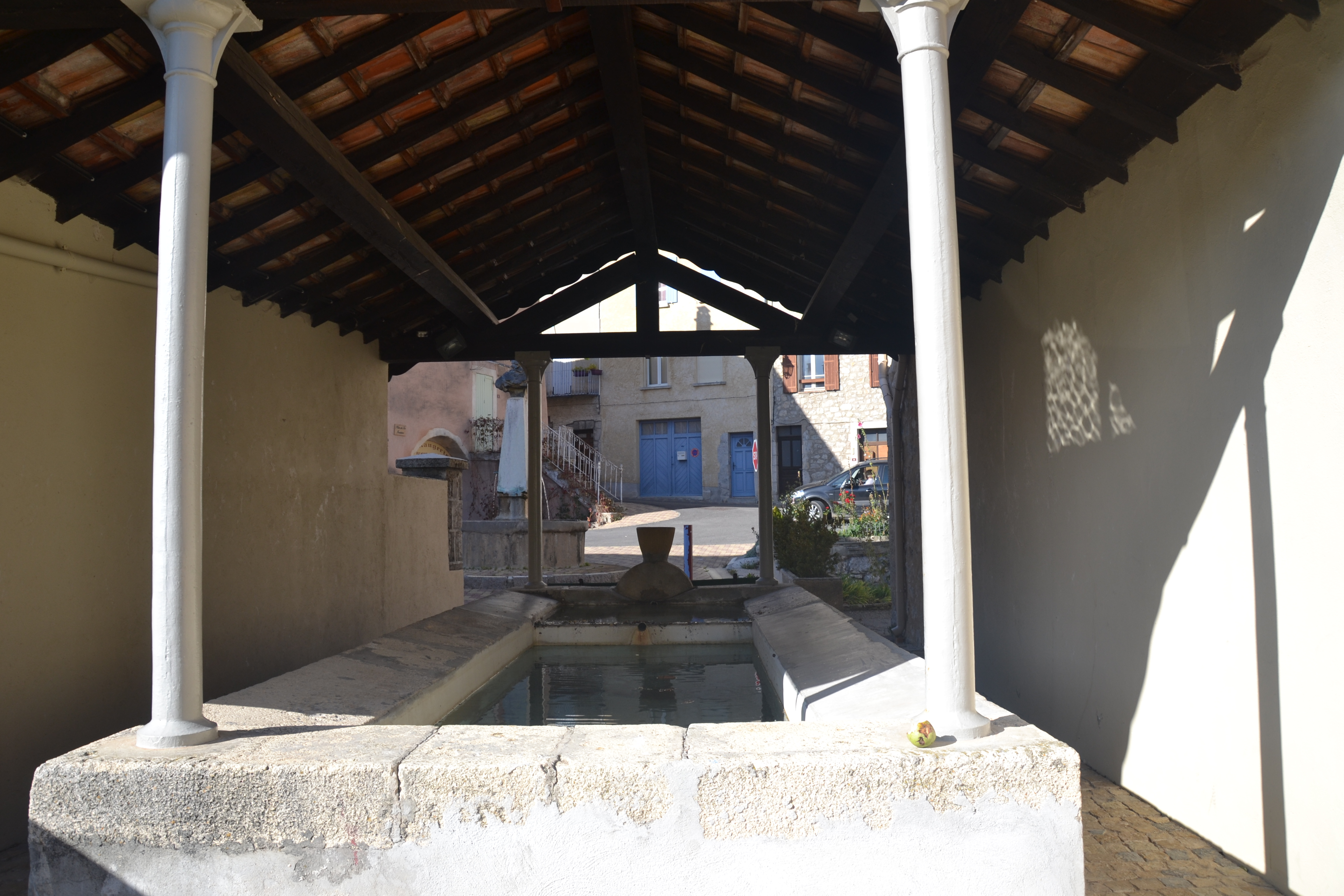
Waschhaus (lavoir)

Séderon gehört zu den Orten der historischen Region der Baronnies, die später zur Dauphiné und zum Einflussbereich des Adelsgeschlechts Les Baux kamen, die sich in der Zeit des aufkommenden Protestantismus der reformierten Kirche anschlossen.
Am 10. August 1944 wurde der Ort wegen Aktivitäten der Résistance von der Luftwaffe bombardiert, wobei sieben Personen getötet, weitere verletzt und schwere Sachschäden angerichtet wurden.

## Sehenswürdigkeiten
- Die im 19. Jahrhundert erbaute neoromanische Pfarrkirche ist dem hl. Baudilius von Nîmes geweiht. Der durch Strebepfeiler gestützte Glockenturm mit einer Fensterrose aus sieben gleich großen Sechspässen wird von einem Spitzhelm überragt. Das Innere der einschiffigen Kirche zeigt einen Wandfreskenzyklus mit Szenen der Passion Christi. Das barocke Altarbild zeigt die Szene der Kreuzigung Christi; darüber befindet sich eine Statue des hl. Baudelius mir Märtyrerpalme.
- Am Ortsrand steht ein überdachtes Waschhaus (lavoir) aus dem 19. Jahrhundert.